# Revolver M1891
De Revolver M1891 of M91 is een double action  centraalvuur revolver die ontworpen werd door KNIL kapitein à la suite:1893 der Artillerie F.W.H. Kuhn.
De M91 revolver was de opvolger van de Nederlandse Revolver M1873 die in de Oost onder de naam Model 1875 werd gebruikt. De M91 was lichter en compacter en was voorzien van een hulsuitstoter. Het kaliber was 9,4 mm, net als bij de M1873.
De naam M91 werd pas in 1931 aan de revolver gegeven door de Nederlands-Indische politie, om hem te onderscheiden van de 6-schots centraalvuurrevolver Colt Police Positive 9x29R (.38 S&W), die bij de Nederlands-Indische politie was ingevoerd en revolver M31 ging heten.

## Geschiedenis
In 1875 introduceerde het Koninklijk Nederlandsch-Indisch Leger (KNIL) de Revolver M1873, onder de naam Revolver (later werd deze aangeduid als KNIL Revolver model 1875) De M1873 was ook in gebruik bij het Nederlandse Landmacht en Marine. Ongeveer 1300 werden geleverd aan het KNIL en werden voornamelijk gebruikt door de cavalerie. Rondt 1889 wilde het KNIL ook andere onderdelen revolvers verstrekken, maar men vond de M1875 te zwaar. Daarom werd om een nieuw, lichter en moderner wapen gevraagd.
KNIL Kapitein der Artillerie F.W.H. Kuhn, directeur van de Indische Geweermakers School, te Meester Cornelis ontwikkelde daarop een lichtere en compactere 9,4 mm legerrevolver.
Kuhn ontwikkelde twee modellen met hetzelfde kaliber als de M1875, maar lichter en met een eenvoudiger slotmechanisme dan de M1875. Het nieuwe wapen was ook voorzien van een uitwerper voor lege hulzen, wat de M1875 ontbeerde.
In 1891 werden er twee prototypes naar Nederland gestuurd voor beproevingen. Na wat kleine aanpassingen werd besloten een van de modellen te accepteren. Vanaf dat moment werd de M1875 bij het KNIL ‘Revolver, oud model’ of ‘Revolver, O.M.’ genoemd.
Het nieuwe model, dat ‘Revolver, nieuw model’ of ‘Revolver, N.M.’ werd genoemd (hij zou pas in 1931 de naam M91 krijgen), was met een lengte van 222 mm en een gewicht 825 g handzamer dan de M1875 die 330 mm lang en 1,3 kg zwaar was.
In Nederlands-Indië waren op dat moment geen wapenfabrikanten. De enige wapens werden gemaakt door leerling-wapensmeden, die een klein aantal revolvers en Remington-karabijnen maakten. Daarom werd besloten dat de firma J.F.J. Bar in Delft de onderdelen zou maken en de Werkplaats Draagbare Wapenen (WDW) in Delft van de Artillerie InrichtingenWDW de wapens zou assembleren.
Er werden 3754 revolvers besteld. De eerste 300 werden in 1893 geleverd en de rest in 1894 en 1895. Eind 1894 waren er voldoende revolvers en reserveonderdelen in Nederlands-Indië aangekomen en begon de verstrekking aan de troepen. De eerste revolvers kwamen ter beschikking van eenheden in Batavia: het 10e Infanteriebataljon in Weltevreden, het 11e Infanteriebataljon in Meester Cornelis en het garnizoen en van het 1e Infanteriedepotbataljon in Bandoeng. Daarna volgden de troepen in Atjeh, de binnenlanden, Java en Lombok. De invoering werd voltooid in 1895. De oude M1875-revolvers van het KNIL gingen naar de mariniers.
De Revolver M1891 werd door het KNIL en de Nederlands-Indische politie tot eind jaren ‘20 gebruikt.
De revolver bleef gedurende de tijd dat hij in gebruik was vrijwel onveranderd. Wel werden in 1902 en 1903 de vizierkepen dieper gevijld in verband met de invoering van een nieuwe, krachtiger, patroon met een ander model kogel en rookloos kruit.

### Modificatie Hamakers
In 1904 werden 40 herbouwde revolvers getest met een door eerste luitenant L.K. Hamakers (1867-1917)  gewijzigd slotmechanisme; als de trekker overgehaald werd terwijl de laadpoort open stond, zou de cilinder gaan draaien. Dit maakte het gemakkelijker om te laden en te herladen. Uit de beproevingen bleek dat het laden en herladen inderdaad sneller ging. Omdat de constructie niet sterk genoeg werd geacht werd de modificatie niet doorgevoerd. Wel werd er een soortgelijke wijziging toegepast op commerciële revolvers van Belgische makelij.

## Munitie
Bij het KNIL werd voor de M75-revolver een vergelijkbare 9,4x21R patroon gebruikt als voor dezelfde revolver in Nederland (daar M73 genoemd) gebruikt werd. Wel werd de binnenzijde van de huls gelakt om de patroon onder tropische omstandigheden langer te kunnen bewaren. Vanaf eind jaren 1880 werd de patroon voor de nieuwe M91-revolver aangepast: de huls werd verlengd tot 23 mm (in plaats van 21 mm). Deze patroon stond bekend als de Scherpe patroon No 3 (die vanaf 1902 de toevoeging O.M. (Oud Model) kreeg). De patroon had een elliptische loden kogel met 2 groeven, en was geladen met zwart buskruit (‘salpeterkruit’). De Nederlands-Indische revolverpatronen werden samengesteld bij de patroonwerkplaatsen te Soerabaja en Bandoeng, en daardoor werd deze 9,4x23R patroon ook wel verwarrend 10 mm Soerabaja-patroon genoemd.
Bij de patroonwerkplaats werd in 1901 uitgebreid onderzocht of de M91-revolver hogere drukken aan zou kunnen. Toen dit het geval bleek te zijn, werd een nieuwe patroon ontwikkeld met een hardere, afgeknotte loden kogel en gevuld met rookloos kruit. De uitwendige ballistiek van de nieuwe kogel was anders dan van de oude, daarom werden in 1902 en 1903 de vizierkepen van alle revolvers dieper gevijld. De toegenomen druk leidde echter toch tot problemen: het bleek moeilijker de lege hulzen uit te werpen, waardoor de revolver haperde en soms beschadigd raakte. Er volgden nieuwe tests met een langere huls (27 mm) en verschillende kruitladingen, en in 1911 werd de verbeterde patroon 9,4x27R ingevoerd als Scherpe patroon No 3 N.M. (Nieuw Model).

## Gebruik bij de Nederlands-Indische politie
De Nederlands-Indische politie werkte nauw samen met het KNIL en er was weinig verschil bij de inzet van handvuurwapens.
In 1909 bestelde het Departement van Kolonien (DvK) 2200 legerrevolvers voor de Nederlands-Indische politie bij L. Wittich in Den Haag. (de firma Bar was gestopt met de productie van wapens nadat oprichter Jean Francois Joseph Bar in april 1908 was overleden). Wittich produceerde de complete revolver, omdat de Artillerie Inrichtingen in Hembrug het te druk had met de productie van de M73 NM.
Er werden rond die tijd 29 M91 revolvers geleverd aan de politie in West-Indië (Suriname, Aruba en Curaçao); 5 gemaakt door Bar en 24 gemaakt door Wittich.
Na de Eerste Wereldoorlog werd de politie in Nederlands-Indië gereorganiseerd en werd de Veldpolitie opgericht. In de jaren ‘20 en ’30 waren hiervoor ongeveer 6000 nieuwe revolvers nodig. In augustus 1919 vroeg het DvK aan de Artillerie Inrichtingen (A.I.) een prijsopgave voor 6000 revolvers. A.I. bood ze aan voor ƒ59,- per stuk, en het zou 22 maanden duren om ze te produceren (de laatste 10 maanden zouden er 25 per dag gemaakt kunnen worden). In april 1920 plaatste het DvK de bestelling voor 5830 revolvers, maar wilde ze inclusief afleverkosten en proefmunitie. Dat was onacceptabel voor A.I., dat aangaf dat de prijs zou worden verhoogd en de levertijd verlengd zou worden tot 30 maanden. De Nederlands-Indische overheid had 1800 revolvers nodig in april 1921, en de rest tegen het einde van dat jaar, maar met 30 maanden levertijd van A.I. zouden de revolvers pas in 1923 geleverd worden. Desondanks bevestigde het DvK de bestelling in augustus 1920.
Ondertussen had het DvK in juli 1920 ook 12.000 Karabijnen M95 en een grote hoeveelheid marechausseesabels en klewangs bij A.I. besteld. A.I. gaf aan dat de levertijd van de revolvers daardoor nog een jaar langer zou worden. Daarop besloot het DvK in september 1920 de bestelling bij A.I. te annuleren, en de revolvers elders te bestellen.
Via de Nederlandsch-Engelsche Technische Handel Maatschappij werden de revolvers op 15 oktober 1920 besteld bij de Britse firma Vickers Ltd. De toegezegde levertijd van 6 maanden werd echter niet gerealiseerd. Vickers ontving de tekeningen pas in 1921, en toen de revolvers aan het eind van dat jaar gereed waren ze zo slecht afgewerkt dat ze niet geaccepteerd werden. Vickers liet de revolvers herstellen door Fabrique Nationale d'Armes de Geurre in België, waarvandaan ze in 1922 verscheept werden naar Nederlands-Indië, en daar door de politie in gebruik werden genomen. De Vickers-revolvers zijn te herkennen aan een gekroonde letter W op de rechterkant van de kast, voor de cilinder, en Birmingham-keurmerken, op de loop, cilinder en aan de rechterkant van de kast.
In 1931 gaf de Nederlands-Indische politie de revolver de naam M91, om hem te onderscheiden van de 6-schots centraalvuurrevolver Colt Police Positive 9x29R (.38 S&W), die bij de Nederlands-Indische politie was ingevoerd en Revolver M31 ging heten.

## Vervanging
In totaal zijn er ongeveer 12.000 M91-revolvers geproduceerd; 6.000 vóór de Eerste Wereldoorlog voor KNIL en Nederland-Indische politie en 6.000 ná de Eerste Wereldoorlog, exclusief voor Nederland-Indische politie.
- 3754st (fa. J.F.J. Bar, Delft), van 1892 t/m 1894
- 2246st (fa. L. Wittich, Den Haag), ca. 1909
- ca. 6000st (Vickers Ltd., Birmingham) in 1922

Daarnaast werden er 29 revolvers geleverd aan de politie in West-Indië (Suriname, Aruba en Curaçao)
Rond 1900 kwamen zelfladende pistolen in gebruik, en ging het KNIL op zoek naar een nieuw vuistvuurwapen. In 1911 kocht het KNIL het Duitse Parabellum DWM; Borchardt-Luger, 9 mm pistool en nam dit als "Pistool M.11" in gebruik om de M91-revolver te vervangen. Door het uitbreken van de Eerste Wereldoorlog werden echter niet alle bestelde pistolen geleverd, en bleef de M91 in gebruik. Pas in 1928 waren er voldoende Lugers beschikbaar en werd de M91-revolver buiten gebruik gesteld.

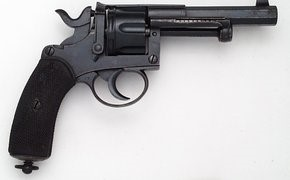
KNIL Revolver M1891, rechterzijaanzicht
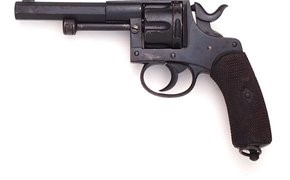
KNIL Revolver M1891, linkerzijaanzicht